# Krypta des Erlösers (Tarent)
Die Krypta des Erlösers (ital.: Cripta del Redentore) ist eines der wichtigsten Monumente im Borgo Nuovo von Tarent aus römischer Zeit. Die antike Grabkammer befindet sich in Via Terni und kann durch einen alten Quellwasserbrunnen, der in eine kreisförmige Grotte von etwa 8 m Durchmesser führt, erreicht werden. Die Wände der Grotte sind mit für die Kunst wertvollen Fresken aus dem 12. Jahrhundert verziert: in der Altarnische Christus Pantokrator zwischen Johannes und der Jungfrau Maria, an den Seitenwänden Paulus, Eupilius und Stephanus.
Nach dem 13. Jahrhundert ist die Krypta für mehrere Jahrhunderte in Vergessenheit geraten, wahrscheinlich, weil sie sich ziemlich außerhalb der Stadt lag. 1899 wurde sie vom italienischen Archäologen Luigi Viola bei Arbeiten in seinem Eigentum, wiederentdeckt. Dank einer Petition des Erzbischofs von Tarent Monsignore Guglielmo Motolese wurde im März 1979 entschieden, die Krypta zu sanieren, sie kann jedoch nicht besichtigt werden.

## Petruslegende
Die tiefe Volksverehrung machte aus dieser Stätte einen Legendenschauplatz der ersten christlichen Evangelisierung in Tarent. Wie aus der Historia Sancti Petri hervorgeht, wäre der Apostel Petrus um die dritte Stunde, nach einem Halt auf der heutigen Insel San Pietro, im Hafen der Stadt gelandet. Er hätte Durst gehabt und hätte sich in die heilige Stätte, wo es einen Brunnen gab, begeben. In der Nähe hätte eine große Bronzestatue eines heidnischen Gottes, wahrscheinlich Zeus gestanden. Während der Heilige sich bekreuzigt hätte, um diese Stätte Johannes dem Täufer zu widmen, wäre die Statue zerbrochen.
Dieses Ereignis wird im vom Maler Giovanni Caramia 1675 in seinem Gemälde Eintritt San Cataldos in Tarent dargestellt. Das Gemälde befindet sich heute an einer Seitenwand des Vestibüls des Doms San Cataldo.